# Phạm Quốc Cương
Phạm Quốc Cương (sinh 1962) là một Trung tướng Công an nhân dân Việt Nam. Ông nguyên là Ủy viên Đảng ủy Công an Trung ương, nguyên Tư lệnh Bộ Tư lệnh Cảnh sát Cơ động.

## Tiểu sử
Ông sinh năm 1962 tại Ninh Bình
Ông tham gia lực lượng Công an nhân dân Việt Nam với vai trò lính hậu cần.
Ông đã tham gia nhiều chuyên án lớn của Tổng cục Cảnh sát, Bộ Công an (Việt Nam) về triệt phá các tụ điểm ma túy như các tụ điểm ở Mai Hương, Đào Tấn (Hà Nội), các tụ điểm liên quan đến băng nhóm tội phạm Năm Cam ở Thành phố Hồ Chí Minh, các vụ buôn bán hàng lậu ở Tân Thanh, tỉnh Lạng Sơn.
Ông từng giữ chức vụ Cục trưởng Cục Chính trị - Hậu cần Cảnh sát thuộc Tổng cục Cảnh sát.
Năm 2014, ông mang quân hàm Thiếu tướng, giữ chức vụ Phó Tổng cục trưởng Tổng cục Cảnh sát quản lý hành chính về Trật tự An toàn xã hội (Tổng cục VII), Bộ Công an (Việt Nam).
Ngày 27 tháng 10 năm 2016, Thiếu tướng Phạm Quốc Cương, Phó Tư lệnh Bộ Tư lệnh Cảnh sát Cơ động (Việt Nam) được thủ tướng chính phủ Việt Nam Nguyễn Xuân Phúc bổ nhiệm có thời hạn chức vụ Tư lệnh Bộ Tư lệnh Cảnh sát Cơ động (Việt Nam) thay cho trung tướng Nguyễn Văn Vượng (Quyết định 2045/QĐ-TTg). Ông Nguyễn Văn Vượng nghỉ hưu từ tháng 9 năm 2016.
Ngày 30 tháng 12 năm 2016, Phạm Quốc Cương được Chủ tịch nước Việt Nam thăng quân hàm Trung tướng Công an nhân dân Việt Nam.
Ngày 20 tháng 8 năm 2018, Trung tướng Phạm Quốc Cương giữ chức vụ Tư lệnh Bộ Tư lệnh Cảnh sát cơ động.
Ngày 1 tháng 3 năm 2022, Bộ trưởng Bộ Công an đã ban hành quyết định kéo dài tuổi phục vụ 01 năm, thôi giữ chức vụ Tư lệnh Bộ Tư lệnh Cảnh sát Cơ động đối với Trung tướng Phạm Quốc Cương để công tác tại Ban nghiên cứu chuyên đề giúp việc Bộ trưởng đến 1/3/2023.

## Lịch sử thụ phong quân hàm
| Năm thụ phong | –      | 2012        | 2016        |
| ------------- | ------ | ----------- | ----------- |
| Quân hàm      |        |             |             |
| Cấp bậc       | Đại tá | Thiếu tướng | Trung tướng |

## Danh hiệu
- Huân chương Bảo vệ Tổ quốc hạng Nhì (2016)[5]
- Anh hùng lực lượng vũ trang nhân dân thời kỳ đổi mới (2020)